# Monom
In der Algebra ist ein Monom (Haplologie von Mononom) ein Polynom, das nur aus einem Glied besteht. Ein Monom ist also ein Produkt, bestehend aus einem Koeffizienten und Potenzen von einer oder mehreren Variablen.
Beispiele von Monomen der Variablen {\displaystyle a}:
{\displaystyle a,\ a^{2},\ 7b\cdot a,\ -5b^{4}a^{2}}
Jedes Polynom ist eine Summe von Monomen der gleichen Variable, zum Beispiel ist
{\displaystyle \ 5x^{3}+7x^{2}-2x-10}
aus den folgenden Monomen aufgebaut:
{\displaystyle 5x^{3},\ 7x^{2},\ -2x^{1},\ -10x^{0}}
Polynomfunktionen, deren Funktionsterm ein Monom ist, sind Potenzfunktionen.

## Alternative Definition
In Teilen der Literatur wird als Monom auch nur das Produkt der Variablen (also ohne Koeffizienten) bezeichnet. Folgt man dieser Sprechweise, dann haben die Monome folgende Eigenschaft:
Betrachtet man den Polynomring {\displaystyle K[X_{1},\ldots ,X_{n}]} in {\displaystyle n} Variablen {\displaystyle X_{1},\ldots ,X_{n}} über einem Körper {\displaystyle K} als einen Vektorraum über {\displaystyle K}, dann ist die Menge der Monome eine Basis dieses Vektorraums.
Im speziellen Fall einer einzigen Variablen {\displaystyle X} besteht diese Basis also aus den Monomen
{\displaystyle 1,\ X,\ X^{2},\ X^{3},\ \ldots }

## Verallgemeinerung
Lässt man mehrere Variablen und beliebige reelle Potenzen zu, so erhält man die Monomialfunktionen.